# Ouville-l'Abbaye
Ouville-l'Abbaye är en kommun i departementet Seine-Maritime i regionen Normandie i norra Frankrike. Kommunen ligger i kantonen Yerville som tillhör arrondissementet Rouen. År 2022 hade Ouville-l'Abbaye 654 invånare.

## Befolkningsutveckling
Antalet invånare i kommunen Ouville-l'Abbaye
| Referens: INSEE |